# Tolstolobik
Tolstolobik (lat. Hypophthalmichthys) je rod slatkovodnih riba iz porodice šarana (Cyprinidae) kojem pripadaju tri vrste, bijeli (H. molitrix) i sivi tolstolobik ili glavaš (H. nobilis) i H. harmandi. Ova posljednja vrsta živi na kineskom otoku Hainanu i u Vijetnamu.
Naziv tolstolobik dolazi iz ruskog jezika; tolstij lob, u značenju debelo čelo. 
Sve tri vrste narastu preko pola metra dužine. I bijeli i sivi tolstolobik su invazivne vrste porijeklom iz istočne Azije (Rusija i Kina) odakle su zbog ribnjačarstva uvezene u razne države širom svijeta, od kojih H. molitrix i zbog kontrole cvjetanja algi, no njihov utjecaj je postao negativan zbog potiskivanja domaćih vrsta riba. Sivi i bijeli se razlikuju više po boji nego po anatomiji, ali se međusobno ne miješaju prilikom parenja u prirodnim uvjetima. Sivi se od bijelog razlikuje po tome što ima veću glavu. 
Tolstolobici se odlikuju ukusnim mesom, pa su značajni u ljudskoj prehrani.

## Vanjske poveznice
- Invazija azijskih glavatih šarana na Velika jezera u Americi
- Napale ih ribe na rijeci Dravi, same su im uskakale u čamac

- Hypophthalmichthys nobilis
- Hypophthalmichthys nobilis
- Hypophthalmichthys molitrix
- molitrix